# Wiera (Schwalmstadt)
Wiera ist ein Stadtteil der Stadt Schwalmstadt im hessischen Schwalm-Eder-Kreis.

## Geographische Lage
Der Ort liegt etwa drei Kilometer südwestlich von Treysa am gleichnamigen Schwalm-Nebenfluss Wiera. Durch Wiera führt der Abschnitt der Bundesstraße 454 zwischen Treysa und Neustadt, von der die Straßen nach Momberg und Mengsberg abzweigen. Darüber hinaus hat Wiera einen Haltepunkt an der Main-Weser-Bahn, der vom Mittelhessen-Express auf der Linie RB41 Treysa–Frankfurt, sowie der Linie RE98 Kassel–Frankfurt bedient wird.
Südöstlich des Ortes liegt das Hügelgrab von Wiera, eine archäologische Fundstätte aus der mittleren Bronzezeit.

## Geschichte

### Ortsgeschichte
Die älteste bekannte schriftliche Erwähnung von Wiera erfolgte unter dem Namen Wirahin im Jahr 1197 in einer Urkunde des Klosters Spieskappel.
Hessische Gebietsreform (1970–1977)
Zum 31. Dezember 1971 wurde die bis dahin selbständige Gemeinde Dittershausen im Zuge der hessischen Gebietsreform auf freiwilliger Basis als Stadtteil nach Schwalmstadt eingegliedert. Für die ehemals eigenständigen Städte und Gemeinden von Schwalmstadt wurde je ein Ortsbezirk mit Ortsbeirat und Ortsvorsteher nach der Hessischen Gemeindeordnung gebildet.

### Verwaltungsgeschichte im Überblick
Die folgende Liste zeigt die Staaten und Verwaltungseinheiten, denen Wiera angehört(e):
- vor 1450: Heiliges Römisches Reich, Grafschaft Ziegenhain
- nach 1450: Heiliges Römisches Reich, Landgrafschaft Hessen, Amt Ziegenhain
- ab 1567: Heiliges Römisches Reich, Landgrafschaft Hessen-Kassel, Amt Ziegenhain
- 1623–1638: Heiliges Römisches Reich, Landgrafschaft Hessen-Darmstadt (Pfandschaft), Amt Ziegenhain
- ab 1648: Heiliges Römisches Reich, Landgrafschaft Hessen-Kassel, Amt Ziegenhain
- ab 1806: Landgrafschaft Hessen-Kassel, Amt Ziegenhain
- 1807–1813: Königreich Westphalen, Departement der Werra, Distrikt Marburg, Kanton Treysa
- ab 1815: Kurfürstentum Hessen, Grafschaft Ziegenhain, Amt Ziegenhain[8]
- ab 1821/22: Kurfürstentum Hessen, Provinz Oberhessen, Kreis Ziegenhain[9][Anm. 2]
- ab 1848: Kurfürstentum Hessen, Bezirk Fritzlar
- ab 1851: Kurfürstentum Hessen, Provinz Oberhessen, Kreis Ziegenhain
- ab 1867: Königreich Preußen, Provinz Hessen-Nassau, Regierungsbezirk Kassel, Kreis Ziegenhain
- ab 1871: Deutsches Reich, Königreich Preußen, Provinz Hessen-Nassau, Regierungsbezirk Kassel, Kreis Ziegenhain
- ab 1918: Deutsches Reich, Freistaat Preußen, Provinz Hessen-Nassau, Regierungsbezirk Kassel, Kreis Ziegenhain
- ab 1944: Deutsches Reich, Freistaat Preußen, Provinz Kurhessen, Landkreis Ziegenhain
- ab 1945: Amerikanische Besatzungszone, Groß-Hessen, Regierungsbezirk Kassel, Landkreis Ziegenhain
- ab 1946: Amerikanische Besatzungszone, Hessen, Regierungsbezirk Kassel, Landkreis Ziegenhain
- ab 1949: Bundesrepublik Deutschland, Hessen, Regierungsbezirk Kassel, Landkreis Ziegenhain
- ab 1972: Bundesrepublik Deutschland, Hessen, Regierungsbezirk Kassel, Landkreis Ziegenhain, Stadt Schwalmstadt[Anm. 3]
- ab 1974: Bundesrepublik Deutschland, Hessen, Regierungsbezirk Kassel, Schwalm-Eder-Kreis, Stadt Schwalmstadt

## Bevölkerung

### Einwohnerstruktur 2011
Nach den Erhebungen des Zensus 2011 lebten am Stichtag, dem 9. Mai 2011, in Wiera 657 Einwohner. Darunter waren 16 (2,4 %) Ausländer. Nach dem Lebensalter waren 105 Einwohner unter 18 Jahren, 261 zwischen 18 und 49, 138 zwischen 50 und 64 und 153 Einwohner waren älter. Die Einwohner lebten in 297 Haushalten. Davon waren 99 Singlehaushalte, 90 Paare ohne Kinder und 84 Paare mit Kindern, sowie 21 Alleinerziehende und 6 Wohngemeinschaften. In 69 Haushalten lebten ausschließlich Senioren und in 192 Haushaltungen lebten keine Senioren.

### Einwohnerentwicklung
| Quelle: Historisches Ortslexikon |                                                      |
| • 1502:                          | 20 Männer.                                           |
| • 1585:                          | 37 Hausgesesse                                       |
| • 1639:                          | 16 Männer, 3 Witwen                                  |
| • 1681:                          | 16 Hausgesesse, 3 Ausschuss.                         |
| • 1747:                          | 35 Wohnhäuser einschließlich 3 Mühlen, 191 Einwohner |

| Wiera: Einwohnerzahlen von 1834 bis 2024 | Wiera: Einwohnerzahlen von 1834 bis 2024 | Wiera: Einwohnerzahlen von 1834 bis 2024 | Wiera: Einwohnerzahlen von 1834 bis 2024 | Wiera: Einwohnerzahlen von 1834 bis 2024 |
| --- | ---------------------------------------- | ---------------------------------------- | ---------------------------------------- | ---------------------------------------- |
| Jahr |                                          |                                          |                                          | Einwohner                                |
| 1834 | 1834                                     |                                          | 390                                      | 390                                      |
| 1840 | 1840                                     |                                          | 406                                      | 406                                      |
| 1846 | 1846                                     |                                          | 420                                      | 420                                      |
| 1852 | 1852                                     |                                          | 433                                      | 433                                      |
| 1858 | 1858                                     |                                          | 427                                      | 427                                      |
| 1864 | 1864                                     |                                          | 442                                      | 442                                      |
| 1871 | 1871                                     |                                          | 415                                      | 415                                      |
| 1875 | 1875                                     |                                          | 409                                      | 409                                      |
| 1885 | 1885                                     |                                          | 432                                      | 432                                      |
| 1895 | 1895                                     |                                          | 456                                      | 456                                      |
| 1905 | 1905                                     |                                          | 491                                      | 491                                      |
| 1910 | 1910                                     |                                          | 500                                      | 500                                      |
| 1925 | 1925                                     |                                          | 539                                      | 539                                      |
| 1939 | 1939                                     |                                          | 603                                      | 603                                      |
| 1946 | 1946                                     |                                          | 926                                      | 926                                      |
| 1950 | 1950                                     |                                          | 933                                      | 933                                      |
| 1956 | 1956                                     |                                          | 803                                      | 803                                      |
| 1961 | 1961                                     |                                          | 742                                      | 742                                      |
| 1967 | 1967                                     |                                          | 743                                      | 743                                      |
| 1980 | 1980                                     |                                          | ?                                        | ?                                        |
| 1990 | 1990                                     |                                          | ?                                        | ?                                        |
| 2000 | 2000                                     |                                          | ?                                        | ?                                        |
| 2011 | 2011                                     |                                          | 657                                      | 657                                      |
| 2016 | 2016                                     |                                          | 659                                      | 659                                      |
| 2021 | 2021                                     |                                          | 631                                      | 631                                      |
| 2024 | 2024                                     |                                          | 602                                      | 602                                      |
| Datenquelle: Historisches Gemeindeverzeichnis für Hessen: Die Bevölkerung der Gemeinden 1834 bis 1967. Wiesbaden: Hessisches Statistisches Landesamt, 1968. Weitere Quellen: LAGIS; Stadt Schwalmstadt; Zensus 2011 |                                          |                                          |                                          |                                          |

### Erwerbstätigkeit
| Quelle: Historisches Ortslexikon | |
| • 1747:                          | drei Schneider, zwei Wagner, ein Bender, drei Müller, zwei Schmiede, vier Wirte, Branntweinbrenner und -schenken, worunter einer schon als Schneider gezählt, acht Tagelöhner |
| • 1838                           | Familien: 34 Ackerbau, 4 Gewerbe, 39 Tagelöhner |
| • 1961                           | Erwerbspersonen: 160 Land- und Forstwirtschaft, 153 produzierendes Gewerbe, 47 Handel und Verkehr, 19 Dienstleistungen und Sonstiges                                          |

### Historische Religionszugehörigkeit
| Quelle: Historisches Ortslexikon |                                                                                             |
| • 1861:                          | 407 evangelisch-lutherische, 4 evangelisch-reformierte und 7 katholische Einwohner          |
| • 1885:                          | 413 evangelische (= 95,60 %), 17 katholische (= 3,94 %), zwei jüdische (= 0,46 %) Einwohner |
| • 1961:                          | 716 evangelische (= 96,50 %), 26 katholische (= 3,50 %) Einwohner                           |

## Politik
Für Wiera besteht ein Ortsbezirk (Gebiete der ehemaligen Gemeinde Wiera) mit Ortsbeirat und Ortsvorsteher nach der Hessischen Gemeindeordnung.
Der Ortsbeirat besteht aus sieben Mitgliedern. Bei den Kommunalwahlen in Hessen 2021 betrug die Wahlbeteiligung zum Ortsbeirat 49,62 %. Es erhielten die SPD mit 50,85 % der Stimmen vier Sitze und die Liste „Wiersche für Wiera“ mit 49,15 % drei Sitze. Der Ortsbeirat wählte  Hans-Joachim Habich (SPD) zum Ortsvorsteher und Andreas Stehl (WfW) zu dessen Stellvertreter.

## Kulturdenkmäler

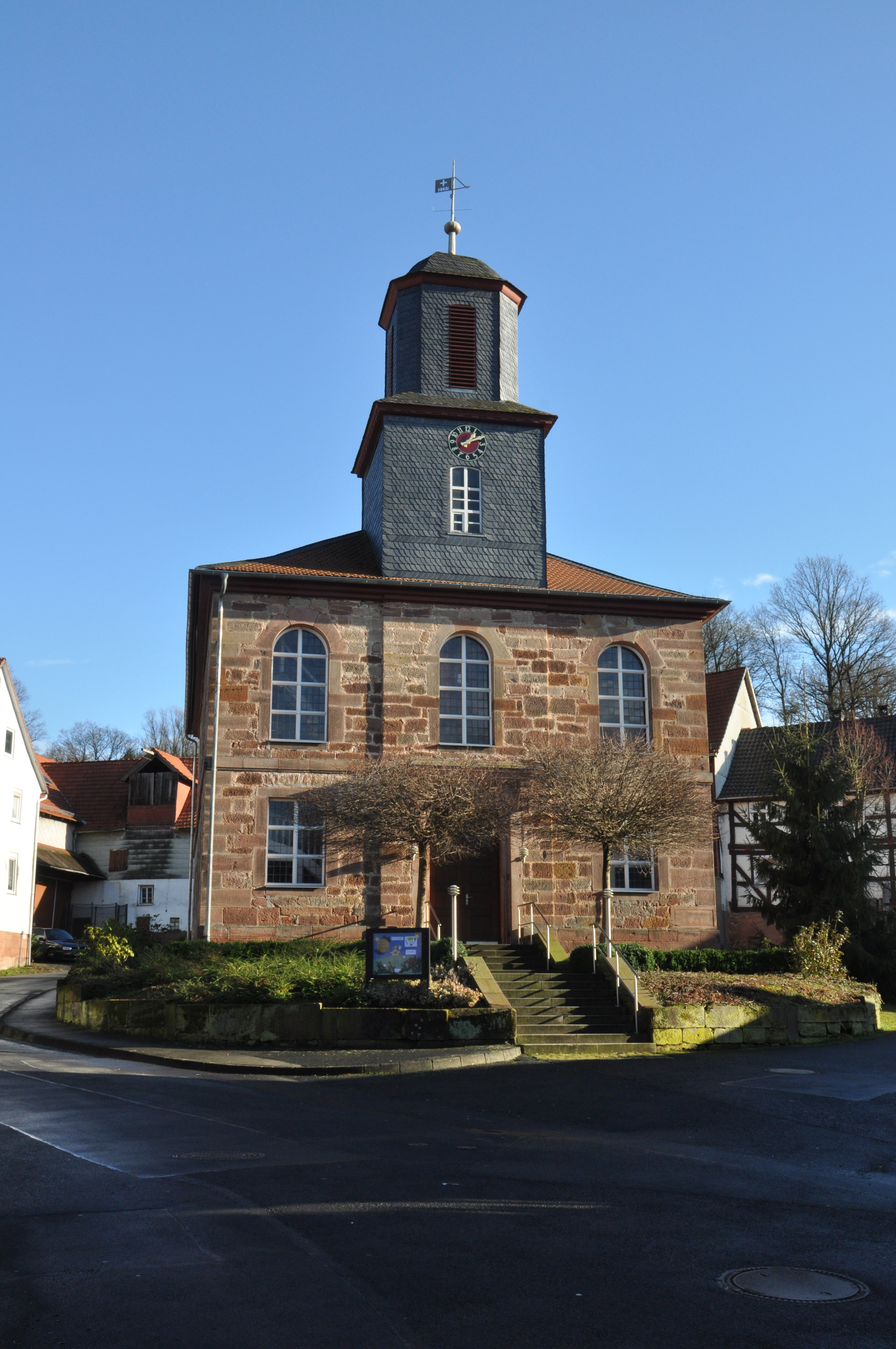
Schwalmstadt-Wiera, ev. Kirche

Für die Kulturdenkmäler des Ortes siehe Liste der Kulturdenkmäler in Wiera (Schwalmstadt).
Die evangelische Filialkirche wurde 1828 erbaut. Es handelt sich um eine klassizistische, dreiachsige Saalkirche in sichtbarem Bruchsteinmauerwerk mit Walmdach. Im Inneren befindet sich eine dreiseitig umlaufende Empore und einen Altar und eine dahinter stehende Kanzel aus der Bauzeit. Die Orgel stammt aus der Zeit um 1900.

## Persönlichkeiten
- Bodo Guthmüller (1937–2020), Romanist
- Klaus Stern (* 1968), Dokumentarfilmer